# پازنویه
پازْنویه روستایی در شهرستان جهرُم در استان فارس ایران است.
این روستا در دهستان جلگاه در بخش مرکزی شهرستان جهرم قرار دارد. جمعیت این روستا در سرشماری عمومی نفوس و مسکن سال ۱۳۸۵ برابر با ۲۰۳ نفر بود.